# Liste der Könige von Mercia
Mercia war ein angelsächsisches Königreich, dessen Ursprung in den heutigen Midlands lag. Namen und Daten der ersten Könige sind zum Teil legendär, weitgehend gesichert sind die Angaben erst ab Penda.

## Könige und Herrscher von Mercia
- ca. 527–??? Icel, legendärer Herzog
- ???–??? Cnebba, legendärer Herzog
- ???–ca. 585 Cynewald, legendärer Herzog
- ca. 585–593 Creoda, vermutlich nur legendärer Herzog
- 593–ca. 606 Pybba, vermutlich nur legendärer Herzog
- 606–626 Ceorl, vermutlich nur legendärer König
- 626–655 Penda, König
  - 635?–642 Eowa, Unterkönig in Nordmercia
  - 653–655 Peada, Unterkönig der Mittelangeln
- 655–658 Oswiu von Northumbria, König
  - 655–656 Peada, Unterkönig in Südmercia
- 658–675 Wulfhere, König
- 675–704 Æthelred I., König
- 704–709 Cenred, König
- 709–716 Ceolred, König
- 716 Ceolwald, König
- 716–757 Æthelbald, König
- 757 Beornrad, König
- 757–796 Offa, König
  - 787–796 Ecgfrith (Mitherrscher)
- 796–821 Cenwulf, König
- 821–823 Ceolwulf I., König
- 823–825 Beornwulf, König
- 826–827 Ludeca, König
- 827–829 Wiglaf, König
- 829–830 Egbert von Wessex, König
- 830–840 Wiglaf, König
- 840–852 Beorhtwulf, König
- 852–874 Burgred, König

### Unter dänischer Oberherrschaft
- 874–879 oder 883 Ceolwulf II., König

### Unter Oberherrschaft Wessex’
- 883–911 Æthelred II., unter dem Titel eines Herrn von Mercia (Ealdorman)
- 911–918 Ethelfleda, Herrin
- 918–919 Elfwynn, Herrin
- 919–924 Eduard, der Ältere, König in Personalunion
- 924–939 Æthelstan, König (16 Tage später dann in Personalunion)
- 939–940 Edmund, der Prächtige, König in Personalunion

Durch die Personalunion mit dem Königreich Wessex und der Einigung Englands, verliert sich im zweiten Viertel des 10. Jahrhunderts die Eigenständigkeit Mercias und dieses wird in mindestens vier verschiedene Earldoms geteilt (siehe Earldoms von Mercia).